# Зогорна, Гинек
Гинек Зогорна (чеш. Hynek Zohorna; род. 1 августа 1990, Гавличкув-Брод, Восточночешский край) — чешский хоккеист, нападающий шведского клуба «Оскарсхамн». Игрок сборной Чехии по хоккею с шайбой.

## Карьера
В юниорских чешских лигах Гинек Зогорна играл за «Градец-Кралове» и «Славию». Во взрослом хоккее дебютировал в сезоне 2008/09 в составе «Гавличкув-Брода». В 2011 году попал в Экстралигу, подписав контракт с «Кометой». За клуб из Брно Зогорна выступал на протяжении 7 лет. За это время он дважды становился чемпионом Чехии, также завоевал 2 серебряные и 1 бронзовую медали. После самого успешного сезона в карьере, когда Зогорна стал лучшим снайпером плей-офф Экстралиги 2018, он перебрался за границу, в финский «Пеликанс». В Финляндии он также показывал результативную игру, благодаря чему вошёл в состав сборной Чехии на чемпионат мира по хоккею 2019 года. На этом чемпионате чешская сборная остановилась в шаге от медалей, заняв 4 место.
После чемпионата мира Зогорна перешёл в клуб КХЛ «Амур» из Хабаровска, за который с 2015 года играет его старший брат Томаш. В конце декабря 2019 года Гинек Зогорна был включен в список участников Матча всех звёзд КХЛ. Летом 2021 года перешёл в шведский клуб «Оскарсхамн».

## Достижения

### Командные
- Чемпион Чехии 2017 и 2018
- Серебряный призёр чемпионата Чехии 2012 и 2014
- Бронзовый призёр чемпионата Чехии 2015

### Личные
- Лучший снайпер плей-офф Экстралиги 2018 (8 шайб)
- Участник матча звёзд КХЛ: 2020.

## Статистика
Обновлено на конец сезона 2020/21
- Чешская экстралига — 401 игра, 161 очко (70+91)
- КХЛ — 109 игр, 59 очков (22+37)
- Чешская первая лига — 92 игры, 41 очко (22+19)
- Чемпионат Финляндии — 54 игры, 41 очко (16+25)
- Сборная Чехии — 44 игры, 13 очков (6+7)
- Европейский трофей — 23 игры, 10 очков (4+6)
- Лига чемпионов — 10 игр, 6 очков (1+5)
- Всего за карьеру — 733 игры, 331 очко (141 шайба + 190 передач)